# Introduzione alla filosofia matematica
Introduzione alla filosofia matematica è un'opera del filosofo gallese Bertrand Russell. Si propone di esporre i più basilari concetti che stanno alla base della matematica. Fu scritta durante il periodo di carcerazione scontato dall'autore per la sua partecipazione al movimento pacifista inglese durante la prima guerra mondiale. 
La trattazione è operata in una forma adatta ai non addetti ai lavori, evitando l'uso della simbologia più propria della materia e rinviando a Principia Mathematica per l'approfondimento degli aspetti tecnici più complessi. 
Il libro si sviluppa attraverso l'analisi di diversi argomenti, a ciascuno dei quali è dedicato un capitolo; tale percorso arriva in conclusione a mostrare l'arbitrarietà che secondo l'autore è presente in ogni tentativo di marcare un confine tra logica e matematica.

## L'indice dei capitoli
1. La serie dei numeri naturali
2. La definizione di numero
3. Il finito e l'induzione matematica
4. La definizione di ordine
5. Tipi di relazioni
6. Similitudine tra relazioni
7. I numeri razionali, reali e complessi
8. Numeri cardinali infiniti
9. Serie e ordinali infiniti
10. Limiti e continuità
11. Limiti e continuità delle funzioni
12. Le selezioni e l'assioma moltiplicativo
13. L'assioma dell'infinito e i tipi logici
14. L'incompatibilità e l'assioma della deduzione
15. Le funzioni proposizionali
16. Le descrizioni
17. Le classi
18. Matematica e logica

## Edizioni in italiano
- Bertrand Russell, Introduzione alla filosofia matematica, Longanesi, Milano 1946
- Bertrand Russell, Introduzione alla filosofia matematica, traduzione di Luca Pavolini, Longanesi, Milano 1962
- Bertrand Russell, Introduzione alla filosofia matematica, traduzione di Enrico Carone, introduzione di Flavio Manieri, Newton Compton Italiana, Roma 1970
- Bertrand Russell, Introduzione alla filosofia della matematica, introduzione di Flavio Manieri; traduzione di Enrico Carone, Newton Compton, Roma 1991
- Bertrand Russell, Introduzione alla filosofia matematica, traduzione di Luca Pavolini; con uno scritto di Piergiorgio Odifreddi, Longanesi, Milano 2004